# Adolfo Bautista
Adolfo Bautista Herrera (Dolores Hidalgo, 15 mei 1979) is een Mexicaans betaald voetballer. In 2014 tekende hij een contract bij Tepic uit de Liga de Ascenso.

## Clubcarrière
Op 7 maart 1998, op 18-jarige leeftijd, maakte Bautista zijn debuut voor Tecos UAG. Hij speelde daar 2002 en maakte vijftien doelpunten. In 2002 vertrok hij naar Morelia waar hij in zijn eerste seizoen acht doelpunten in eenentwintig wedstrijden maakte. In 2003 tekende hij bij Pachuca waar hij een teleurstellende periode tegemoet ging. In twintig competitiewedstrijden maakte hij slechts twee doelpunten.
In 2004 tekende hij bij Guadalajara. In zijn eerste seizoen bij Guadalajara maakte hij negen doelpunten in negentien wedstrijden en was hij de topscorer van de club. Hij won in 2006 met Guadalajara de Mexicaanse Apertura door in de finale Toluca te verslaan. Op 1 juli 2007 vertrok hij naar Chiapas nadat Guadalajara trainer José Manuel de la Torre niet tevreden was over de inzet en het spel van Bautista. Bij Chiapas ontving Bautista rugnummer 1, een nummer dat vaak aan de doelman wordt gegeven. Op 15 december 2009 keerde hij vervolgens terug bij Guadalajara. Op 1 juli 2011 werd Bautista uitgeleend aan Querétaro. Aan het einde van het seizoen vertrok hij weer bij die club. Querétaro had in juni van 2012 vervolgens interesse om hem te kopen maar besloot ervan af te zien doordat Bautista niet volledig fit was. In 2013 tekende hij vervolgens bij Atletico San Luis waar hij in vijf wedstrijden geen enkel doelpunt wist te maken. Op 14 januari 2014 tekende hij bij het Amerikaanse Chivas USA uit de Major League Soccer. Hij maakte op 9 maart 2014 tegen Chicago Fire zijn debuut. Op 13 mei 2014 werd bekendgemaakt dat Bautista zou vertrekken bij de club. Hij had vooral moeite met het fysieke aspect van de competitie. Op 27 juli 2014 tekende hij bij Tepic uit de Mexicaanse tweede divisie.